# لالایی (فیلم ۲۰۱۴)
لالایی یک فیلم در ژانر درام است، به کارگردانی اندرو لویتس و با بازی امی ادامز و گرت هدلند و ریچارد جنکینز می‌باشد.

## بازیگران
- امی ادامز در نقش امیلی
- گرت هدلند در نقش جاناتان
- ریچارد جنکینز در نقش رابرت
- ان ارچر در نقش راشل

## داستان
داستان دربارهٔ یک پدر سرطانی است.